# Groot Open Top Eco 9000
Der Groot Open Top Eco 9000, kurz OTECO 9000, ist ein Serien-Frachtschiffstyp des Schiffsingenieurbüros Groot Ship Design in Leek.

## Geschichte
Es wurden zehn Einheiten des Typs von der Leeraner Reederei Briese bei der Werft Dayang Offshore Equipment Company in Taixing geordert, deren Ablieferung 2023 begann. Einige der Einheiten wurden von Schweizer Investoren mitfinanziert.

## Technik
Die Motorschiffe des Groot-Open-Top-Eco-9000-Typs sind eine Weiterentwicklung des kleineren Groot Open Top Eco 5000. Die größere Schiffslänge, und damit größere Decksfläche, wurde im Hinblick auf die Entwicklung zu immer größeren Rotorblättern neuer Windkraftanlagentypen gewählt. Der in Zusammenarbeit mit Groot Ship Design in Leek entstandene Entwurf ist als Open-Top-Mehrzweck-Trockenfrachtschiff mit vorne über der Back angeordnetem abgerundetem Deckshaus und einem langen Laderaum ohne eigenes Ladegeschirr ausgelegt. Der Typ verfügt über einen größtenteils kastenförmigen (box-shaped) Laderaum mit einem Rauminhalt von 14.252 m³. Die Tankdecke, die mit bis zu 18 t/m² belastet werden kann, ist für den Ladungsumschlag und Transport von Schwergut verstärkt. Die durchgehende Luke wird von Pontonlukendeckeln verschlossen, die einzeln von einem Lukenwagen geöffnet und verfahren werden können. Der Lukenwagen verfügt über zwei Proviantkräne.
Angetrieben werden die Schiffe der Baureihe von einem MaK-Sechszylinder-Viertakt-Dieselmotor des Typs 6M32C mit einer Leistung von rund 3000 kW, der über ein Untersetzungsgetriebe auf einen Verstellpropeller und einen Wellengenerator mit 413 kVA Leistung wirkt. Weiterhin stehen zwei Sisu-Hilfsdiesel mit jeweils 134 kW Leistung und ein Notdiesel mit 100 kW Leistung zur Verfügung. Die An- und Ablegemanöver werden durch ein Bugstrahlruder unterstützt.
Die eisverstärkten Rümpfe wurden in Sektionsbauweise zusammengefügt. Die Schiffe haben einen über der Wasserlinie leicht eingezogenen Groot Cross-Bow-Steven, der in das Deckshaus übergeht. Die obere Decksbreite ist mit 18,85 m etwas größer gewählt als die 17,60 m in der Wasserlinie. Die Schleppversuche wurden im Maritime Research Institute Netherlands in Wageningen durchgeführt.
Die unter der Flagge Portugals betriebenen Einheiten der Baureihe sind für die weltweite Fahrt zugelassen und auch für den Transport von Projektladungen, Massengütern, Massenstückgütern und Containern geeignet.

## Die Schiffe
| Groot Open Top Eco 9000 | Groot Open Top Eco 9000 | Groot Open Top Eco 9000 | Groot Open Top Eco 9000 | Groot Open Top Eco 9000    |
| Bauname                 | Bau- nummer             | IMO- Nummer             | Ablieferung             | Umbenennungen und Verbleib |
| ----------------------- | ----------------------- | ----------------------- | ----------------------- | -------------------------- |
| Eco Titan               | SH104                   | 9933793                 | 13. Oktober 2023        | so in Fahrt                |
| Eco Trust               | SH105                   | 9933925                 | 20. November 2023       | so in Fahrt                |
| Eco Trophy              | SH106                   | 9938688                 | 1. Februar 2024         | so in Fahrt                |
| Eco Treasure            | SH107                   | 9938690                 | September 2024          | so in Fahrt                |
| Eco Trinity             | SH108                   | 9938750                 | -                       | im Bau                     |
| Eco Triumph             | SH109                   | 9938717                 | -                       | im Bau                     |
| Osterley                | SH174                   | 9966609                 | -                       | im Bau                     |
| Ostertill               | SH175                   | 9966611                 | -                       | im Bau                     |
| Seesand                 | SH176                   | 9966623                 | -                       | im Bau                     |
| Siegelsum               | SH177                   | 9966635                 | -                       | im Bau                     |
| Daten: Equasis          |                         |                         |                         |                            |